# Валлійська арфа
Валлійська арфа (валл. telyn deires) — валлійський струнний музичний інструмент, різновид арфи. Національний музичний інструмент Уельсу. Відрізняється від звичайної арфи трьома рядами струн замість одного (кожен приблизно по 30 струн).

## Опис

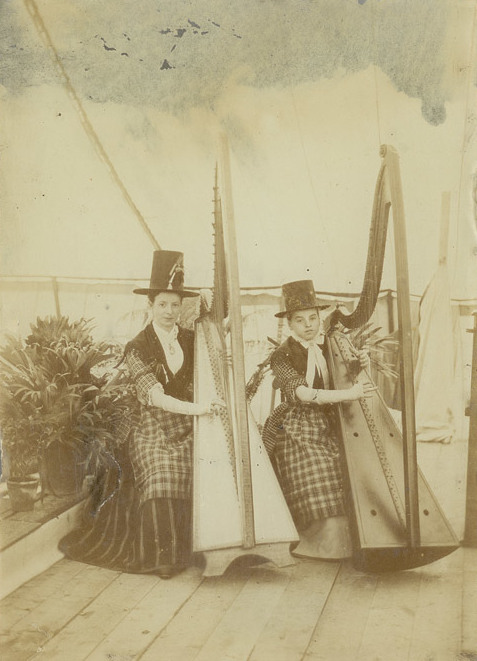
Виконавиці з валлійським арфами на айстетводі

Велика за розміром арфа заввишки 1,2–1,5 м з 95 струнами, що розташовані в три ряди. Два зовнішніх ряди — діатонічні і налаштовані в унісон, а середній ряд — давав можливість виконувати хроматичні звуки. Діапазон — 5 октав.